# Julián Aguirre
Julián Antonio Tomás Aguirre  (Buenos Aires, 28 de enero de 1868 - Buenos Aires, 13 de agosto de 1924) fue un compositor, pianista, crítico musical, poeta y pedagogo argentino. Participó en la fundación de la sección de música del Ateneo y del Comité Nacional de Bellas Artes. Su actividad compositiva tuvo lugar en Argentina entre los años 1892 y 1924 aproximadamente. Algunas de sus obras siguen siendo interpretadas en la actualidad en distintos ámbitos y su nombre ha dado identidad a un conservatorio, un coro, un premio y diversas calles de ciudades argentinas. 

## Biografía
Julián Aguirre nació en Buenos Aires el 28 de enero de 1868 y falleció en la misma ciudad el 13 de agosto de 1924. De niño se trasladó con su familia a Madrid, donde estudió piano, armonía y contrapunto en el Conservatorio Real de Madrid, siendo discípulo de Emilio Arrieta y Carlos Beck. Más tarde recibió formación complementaria en París. Posteriormente ejerció la docencia en su ciudad natal; primero, en el Conservatorio de Música de Buenos Aires dirigido por Alberto Williams; posteriormente, desde 1916 en su propia institución: la Escuela Argentina de Música. Fue profesor de piano de Montserrat Campmany y Cortés.
Su labor pedagógica como crítico musical en diversas publicaciones argentinas del momento resultó, asimismo, particularmente relevante. Fue crítico de la semanario El Hogar, entre 1920 y 1924.

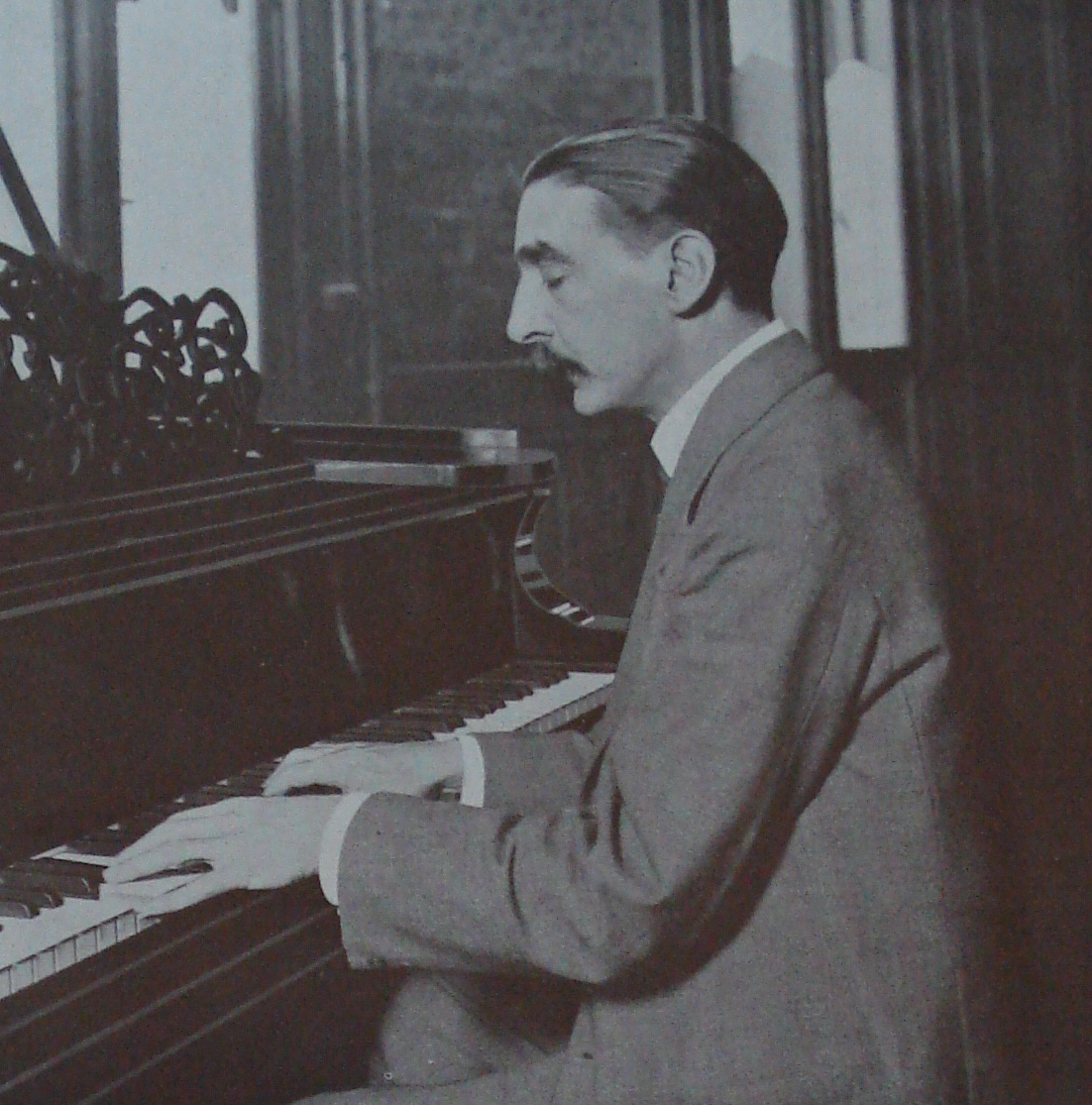
Julián Aguirre.

Iniciador del nacionalismo en la música de su país, fue uno de los primeros compositores argentinos que buscaron inspiración en la música vernácula. Su condición y su preferencia por explorar la intimidad lo condujeron imperceptiblemente al género de cámara; su especialidad fue la canción de cámara argentina, en especial sobre poemas de Leopoldo Lugones.
Cabe en este sentido establecer dos secciones en su obra, particularmente la pianística y la de canto y piano, que constituye de hecho las cuatro quintas partes de su producción. Una ley nacional del año 1926 dispuso erigir un monumento en su memoria en El Rosedal del Parque Tres de Febrero de Buenos Aires, un busto de bronce que fue costeado por suscripción pública e inaugurado en 1927.
En el año 1960 se designa al Conservatorio oficial de la localidad de Banfield con el nombre de Julián Aguirre, a fin de rendir homenaje a la memoria del ilustre compositor argentino según Res. Min. 678/60 del Ministerio de Cultura y Educación de la Provincia de Buenos Aires.

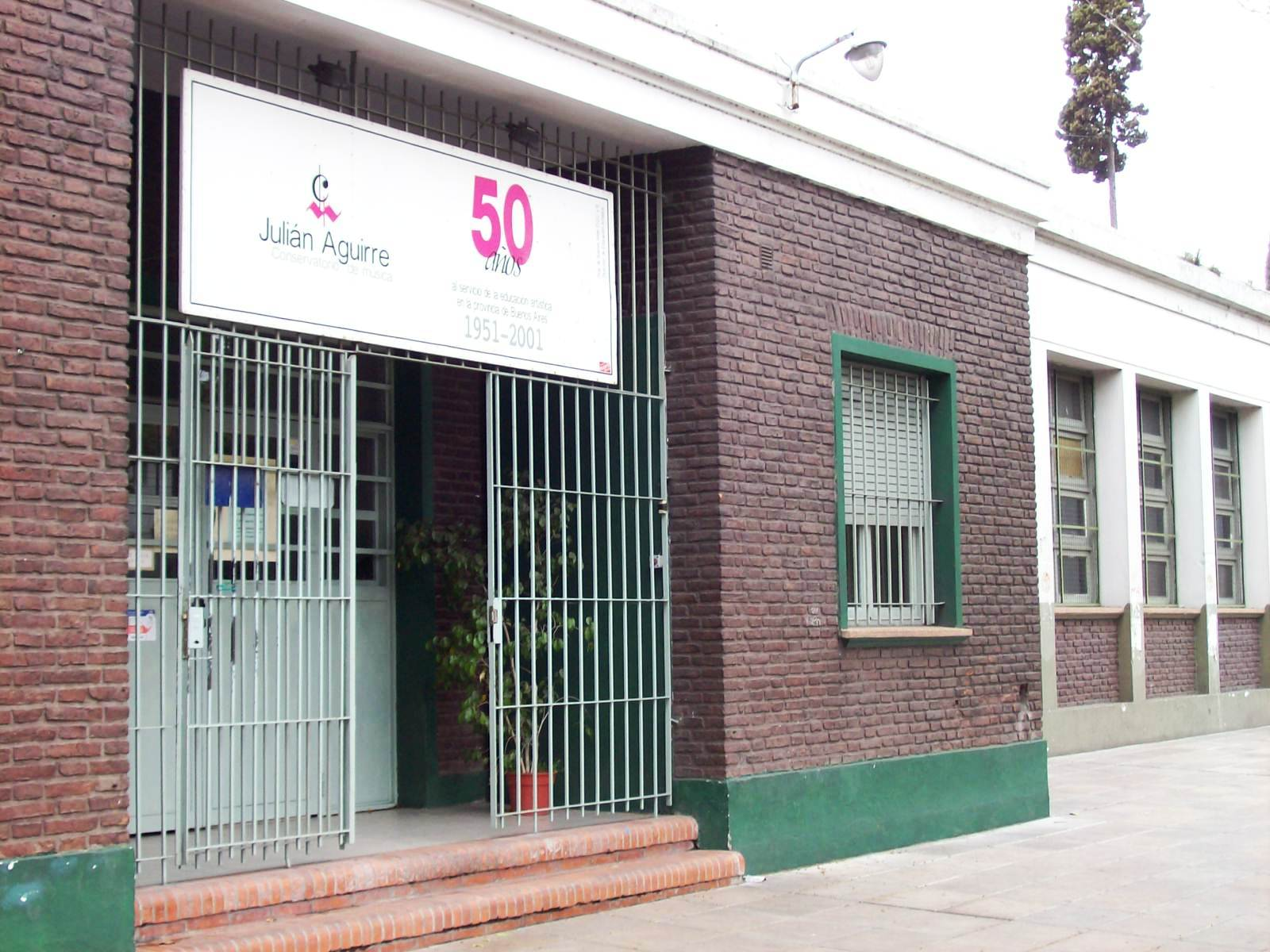
El Conservatorio Julián Aguirre, situado en la localidad de Banfield, fue fundado por Alberto Ginastera en 1951.

## Obra
La obra de Aguirre incluyó tanto piezas para piano y composiciones de cámara. Puede consultarse un listado completo de sus partituras, en el catálogo que realizó la musicóloga Carmen García Muñoz.

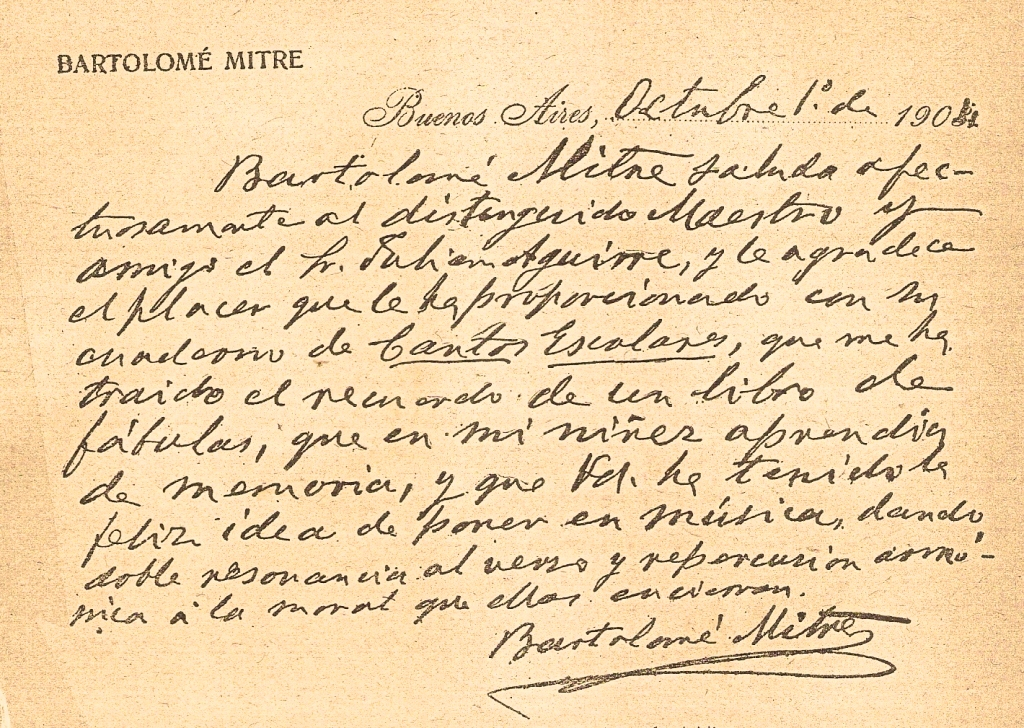
Facsímil de la carta que envió Bartolomé Mitre al compositor Julián Aguirre.

Entre sus composiciones más conocidas se pueden citar:
- Aires nacionales argentinos
- Aires criollos, para piano
- Huella y gato, para piano, difundida a través de la orquestación de Ernest Ansermet
- Arre caballito
- Don gato y otras canciones infantiles.
- Rosas orientales, para canto y piano
- El nido ausente, para canto y piano
- Caminito, para canto y piano
- Fábulas, para canto y piano
- Berceuse, para canto y piano
- Serenata campera, para canto y piano
- Balada, para violín y piano